# Stéphane Messi

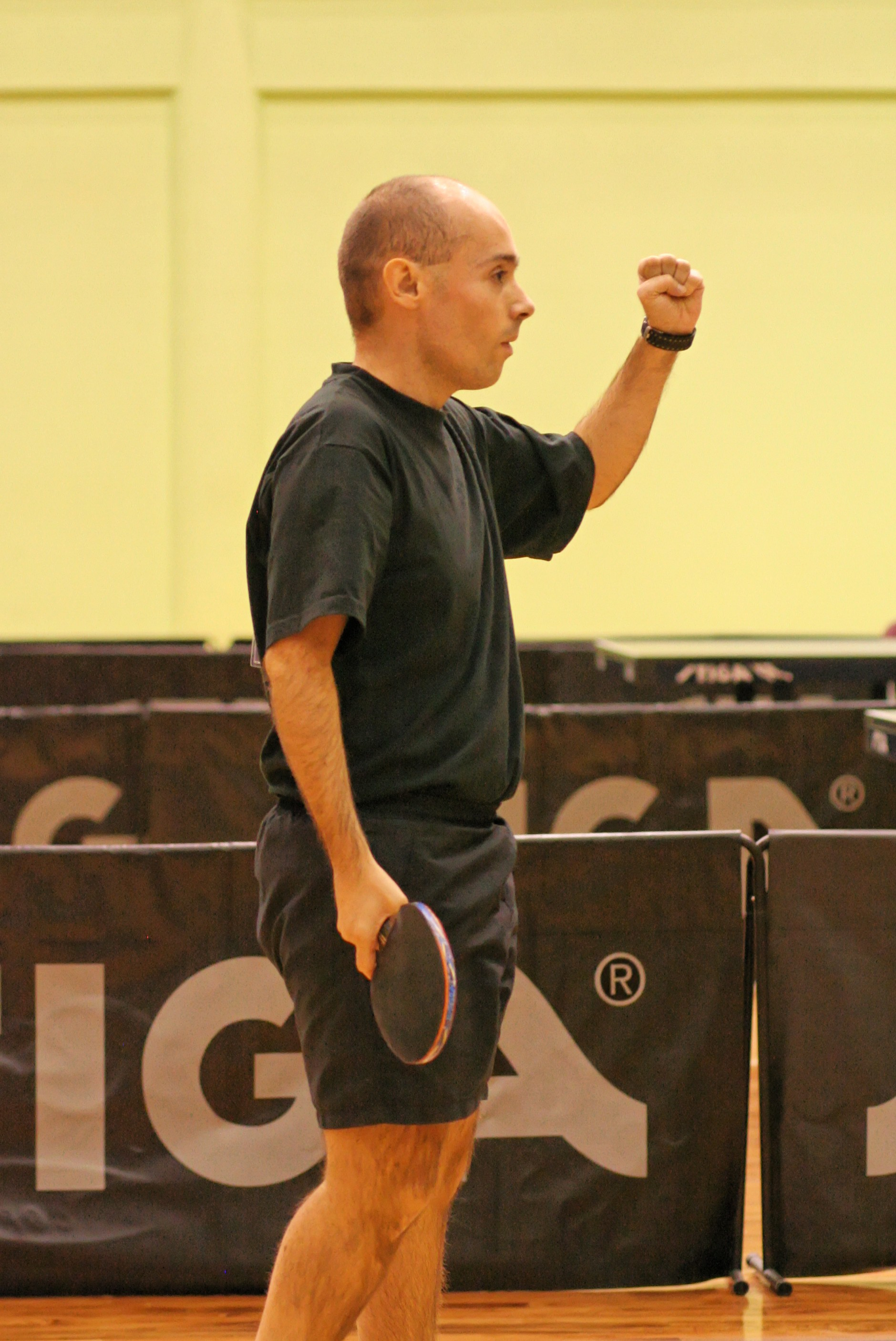
Stéphane Messi

Stéphane Messi (* 27. November 1972 in Agen) ist ein französischer Para-Tischtennisspieler, der an internationalen Wettbewerben teilnimmt. Er ist Paralympics-Meister, fünfmaliger Weltmedaillengewinner und Europameister. Zusammen mit Michel Schaller, François Sérignat und Alain Pichon gewann er Medaillen in Mannschaftswettbewerben.

## Leben
Messi kam am 27. November 1972 in Agen zur Welt. Nachdem er erfolglos Rugby gespielt hatte, erlernte er im Alter von 11 Jahren das Tischtennisspielen in der Garage seiner Eltern. Sein Debüt hatte 1995 bei den Europameisterschaften. 2004 wurde er Meister bei den Paralympischen Spielen in Athen 2004. Insgesamt gewann er vier Medaillen bei den Paralympics.
Er war 2002 Vize-Einzelmeister, 1995 Einzel-Europameister, 1999 und 2001 Mannschafts-Europameister, 2001 Einzel-Vize-Europameister und 1998 Mannschafts-Europameister. Er ist 15-facher französischer Einzelmeister.
Am 22. Oktober 2004 wurde er zum Ritter der Ehrenlegion ernannt. Er ist auch Offizier des National Order of Merit.

## Liste
Quelle:
| Jahr | Meisterschaft         | Ort           | Klasse                               |
| ---- | --------------------- | ------------- | ------------------------------------ |
| 2019 | Europameisterschaften | HELSINGBORG   | 17. Einzelklasse 7                   |
| 2019 | Europameisterschaften | HELSINGBORG   | 5. Von der Mannschaft Klasse 6–8     |
| 2018 | Weltmeisterschaften   | CEJLE         | 13. Einzelklasse 7                   |
| 2017 | Europameisterschaften | LASKO         | Silbermedaille Mannschaft Klasse 7   |
| 2016 | Paralympische Spiele  | RIO           | 17. Von der Mannschaft Klasse 6–8    |
| 2016 | Paralympische Spiele  | RIO           | 5. Einzelklasse 7                    |
| 2014 | Weltmeisterschaften   | PEKING        | 9. Einzelklasse 7                    |
| 2014 | Weltmeisterschaften   | PEKING        | 5. Von der Mannschaft Klasse 8       |
| 2012 | Paralympische Spiele  | LONDON        | 5. Einzelklasse 7                    |
| 2012 | Paralympische Spiele  | LONDON        | 5. Von der Mannschaft Klasse 6–7     |
| 2010 | Weltmeisterschaften   | GWANGJU       | 9. Einzelklasse 7                    |
| 2010 | Weltmeisterschaften   | GWANGJU       | 5. Von der Mannschaft Klasse 6–7     |
| 2009 | Europameisterschaften | GENUA         | Silbermedaille Mannschaft Klasse 7   |
| 2008 | Paralympische Spiele  | PEKING        | 5. Einzelklasse 7                    |
| 2008 | Paralympische Spiele  | PEKING        | Bronzemedaille Mannschaftsklasse 6–8 |
| 2007 | Europameisterschaften | KRANJSKA GORA | Bronzemedaille Mannschaft Klasse 7   |
| 2006 | Weltmeisterschaften   | MONTREUX      | Bronzemedaille Einzelklasse 7        |
| 2005 | Europameisterschaften | JESOLO        | Silbermedaille Einzelklasse 7        |
| 2004 | Paralympische Spiele  | ATHEN         | 4. Von der Mannschaft Klasse 6–7     |
| 2004 | Paralympische Spiele  | ATHEN         | Goldmedaille Einzelklasse 7          |
| 2003 | Europameisterschaften | ZAGREB        | Bronzemedaille Mannschaft Klasse 7   |
| 2002 | Weltmeisterschaften   | TAIPEH        | Silbermedaille Mannschaftsklasse 9   |
| 2002 | Weltmeisterschaften   | TAIPEH        | Bronzemedaille Einzelklasse 7        |
| 2001 | Europameisterschaften | FRANKFURT     | Silbermedaille Einzelklasse 7        |
| 2000 | Paralympische Spiele  | SYDNEY        | Bronzemedaille Einzelklasse 7        |
| 2000 | Paralympische Spiele  | SYDNEY        | Silbermedaille Mannschaftsklasse 6–7 |
| 1998 | Weltmeisterschaften   | PARIS         | Silbermedaille Mannschaftsklasse 6–7 |
| 1996 | Paralympische Spiele  | ATLANTA       | 4. Einzelklasse 7                    |
| 1996 | Paralympische Spiele  | ATLANTA       | 4. Von der Mannschaft Klasse 6–8     |
| 1995 | Europameisterschaften | HILLERÖD      | Goldmedaille Mannschaft Klasse 8     |
| 1995 | Europameisterschaften | HILLERÖD      | Goldmedaille Einzelklasse 6          |